# Trigonopterum
Trigonopterum es un género monotípico de planta herbácea erecta de la familia de las asteráceas. Su única especie, Trigonopterum laricifolium, es originaria de Ecuador.

## Taxonomía
Trigonopterum laricifolium fue descrita por (Hook.f.) W.L.Wagner & H.Rob. y publicado en Brittonia 53(4): 559. 2001[2002].